# 朋普镇
朋普镇，是中华人民共和国云南省红河哈尼族彝族自治州弥勒市下辖的一个乡镇级行政单位。
2005年10月13日，云南省人民政府批准撤销竹园镇和朋普镇，设立新的竹园镇；朋普镇在民政部门的行政区划资料中已不再登记，但实际上至今未撤销。

## 行政区划
朋普镇下辖以下地区：
同车社区、朋普社区、庆来村、庄田村、新车村、可乐村、小寨村、矣厦村、黑果坝村、团结村、齐格村。